# Muscoda (hrabstwo Grant)
Muscoda – wieś w Stanach Zjednoczonych, w stanie Wisconsin, w hrabstwie Grant.